# دوروثي بيترسون
دوروثي بيترسون (بالإنجليزية: Dorothy Peterson)‏ هي ممثلة أمريكية، ولدت في 25 ديسمبر 1897 في هيكتور في الولايات المتحدة، وتوفيت في 3 أكتوبر 1979 في نيويورك في الولايات المتحدة.

## أعمال

### أفلام
- (1934) جزيرة الكنز
- (1937) اعتراف
- (1939) النصر الأسود
- (1943) هذا جيشي
- (1946) الأخت كيني

## وصلات خارجية
- دوروثي بيترسون على موقع IMDb (الإنجليزية)
- دوروثي بيترسون على موقع ألو سيني (الفرنسية)
- دوروثي بيترسون على موقع أول موفي (الإنجليزية)
- دوروثي بيترسون على موقع قاعدة بيانات برودواي على الإنترنت (الإنجليزية)
- دوروثي بيترسون على موقع قاعدة بيانات الأفلام السويدية (السويدية)
- دوروثي بيترسون على موقع قاعدة بيانات الفيلم (الإنجليزية)
- دوروثي بيترسون على موقع كينوبويسك (الروسية)